# ليه بورغريفز

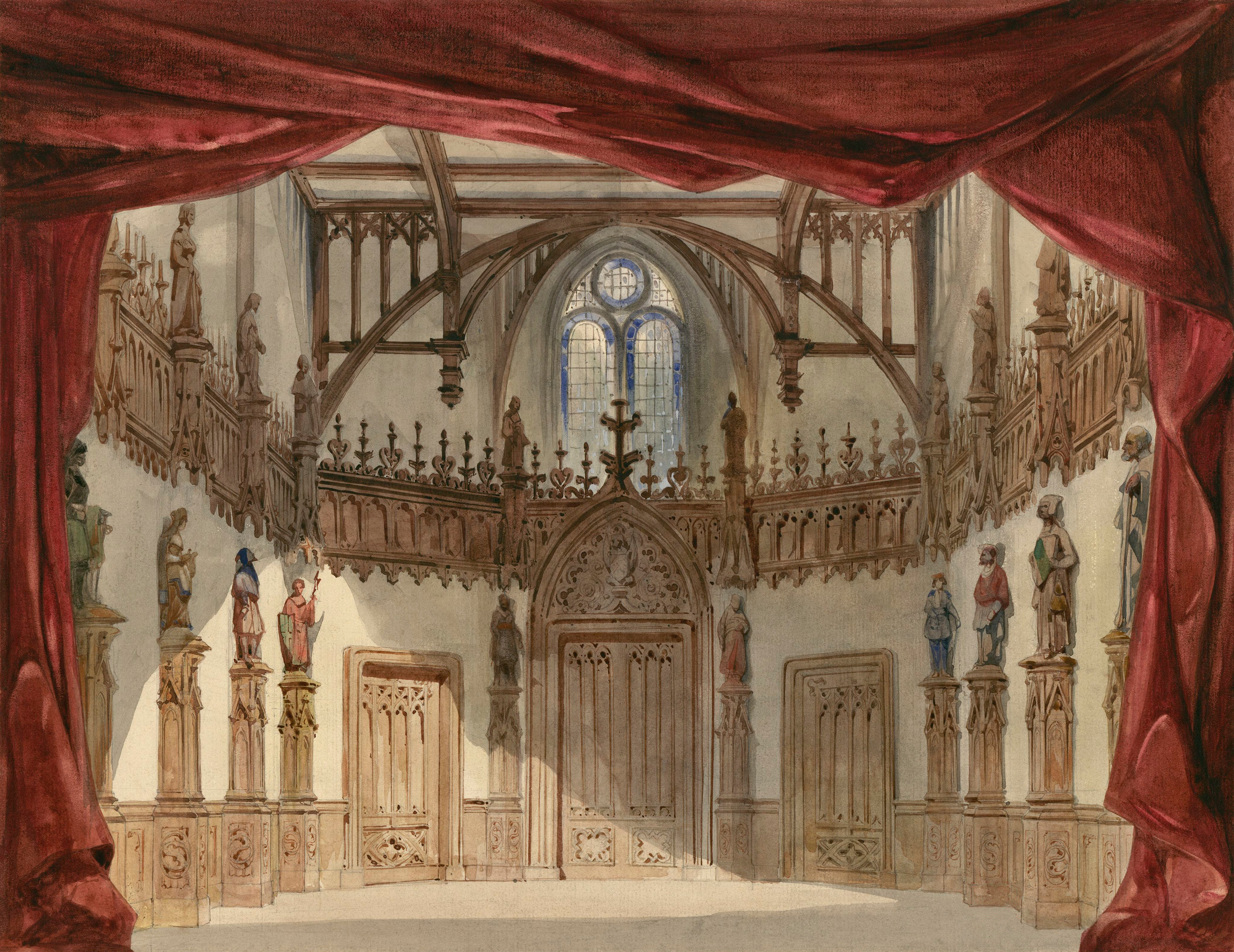
تصميم الديكور من قبل تشارلز أنطوان كامبون هومانيتي رينيه فيلاستر للفصل الثاني في العرض الأول للمسرحية

ليه بورغرافس هي مسرحية تاريخية لفيكتور هوغو، عُرضت لأول مرة في المسرح الوطني الفرنسي في 7 مارس 1843. تقع أحداثها على ضفاف الراين وتتضمن عودة الإمبراطور فريدرش الأول بربروسا. فشلت المسرحية تجارياً وكانت آخر مسرحيات هوغو. كانت موضوعاً لمقدمة أوركسترالية من تأليف الملحن غيوم ليكو في عام 1890.
ترتبط المسرحية بشكل موضوعي بكتاب هوغو "لو راين"، وهو كتاب يحتوي على مقالات عن نهر الراين، مستوحى من خلال رحلة على طول النهر قام بها هوغو مع جولييت درويت.  نُشرت المسرحية مع مقدمة تُشير إلى أن تصويرها لألمانيا الموحدة كان جزءًا من رؤية أكبر لأوروبا الموحدة حيث تلعب فرنسا دورًا مركزيًا.